# Буранчино
Бура́нчино (рос. Буранчино, башк. Бурансы) — присілок у складі Мечетлінського району Башкортостану, Росія. Входить до складу Дуван-Мечетлінської сільської ради.
Населення — 191 особа (2010; 220 в 2002).
Національний склад:
- башкири — 98 %